# Marcello Tofani
Marcello Tofani, detto Tantana (Prato, 27 agosto 1923 – provincia di Bologna, 22 giugno 1986), è stato un protagonista dell'Eccidio del Castello dell'Imperatore; fu condannato per l'omicidio del militante RSI Guido Cecchini e del Maresciallo Giuseppe Vivo.

## Biografia
Nasce a Prato, nella frazione di Tobbiana, in una famiglia povera e numerosa, erano quattro fratelli e tre sorelle: lui, Ruggero, Omero, Bruno, Iole, Miranda e Manola che morì da piccola. Il fratello Ruggero, nato il 7 gennaio 1910, portò il soprannome Tantana prima di Marcello. I genitori Amos (di professione becchino) e Florinda Bindi (o Clorinda) seconda moglie, non manderanno nessun figlio a scuola, tanto che Marcello Tofani imparò a scrivere da detenuto, nel secondo dopoguerra. Almeno Ruggero e Marcello erano accomunati da una bassa statura che era inversamente proporzionale alla loro intraprendenza, al loro attivismo, alla loro indisciplina. La scarsa attitudine al rispetto delle regole crea ai due molti problemi. Ad esempio pescano spesso senza alcuna autorizzazione. Il comune di Prato all'epoca contava circa 70.000 abitanti e comprendeva l'attuale comune di Vaiano. Si conoscono un po' tutti e almeno i fratelli Ruggero e Marcello, attirano su di sé le attenzioni delle autorità, della legge, e non solo per multarli. Marcello finì in riformatorio nell'agosto del 1941. Un vigile urbano del Comune di Prato, Guido Cecchini (nato a Pistoia nel 1908), si distinguerà nell'azioni contro Marcello, alzando più volte le mani su di lui, lo prenderà a sassate, arrivando anche a minacciarlo di morte se trovato a pescare sul fiume Bisenzio. Secondo Michele Di Sabato, Cecchini veniva ricordato come "...Un fascista persecutore, il Cecchini, un po' vanitoso e un po' vendicativo...trasferiva i riflessi della sua militanza politica nel suo operare quotidiano... facendo pesare l'autorità della divisa che portava su chi non si era piegato al potere o comunque ne dissentiva...". Dopo il 25 luglio 1943, all'indomani della caduta di Mussolini e del fascismo, i due fratelli Tofani pensarono bene di restituire al Cecchini alcuni degli schiaffi che aveva tirato.

## Dopo l'8 settembre 1943
Ruggero fu tra coloro che aiutarono i soldati che scappavano dalla caserma Settesoldi di Prato, in via Marco Roncioni. Nell'occasione si procurò armi e bombe a mano che nascose in casa. Cecchini ormai nemico giurato di Ruggero, aderì poi alla RSI ed andò a cercare Ruggero a casa. Constatato che si nascondeva altrove, disse alla moglie che lo avrebbe ammazzato nel momento stesso in cui lo avesse trovato, fosse stato anche con la figlia. Evidentemente Cecchini trovava perfettamente lecito e naturale abusare della divisa e picchiare, non altrettanto doveva valere per le sue vittime. I due fratelli preferirono scomparire di circolazione, trasferendosi in provincia di Siena. Omero Tofani fu anche portato al Castello di Prato, sede della Guardia Nazionale Repubblicana e picchiato duramente per fargli raccontare dove si trovavano i fratelli, ormai ben lontani.

## Il ritorno a Prato
Alla fine dell'inverno, Ruggero tornerà a Prato e si unirà alle formazioni partigiane di pianura. Di Marcello non ci sono tracce fino ai giorni del passaggio del fronte. Agli inizi di giugno 1944, Ruggero Tantana riceve una richiesta particolare, viene invitato ad una sorta di cena di riappacificazione con i fascisti pratesi, per superare le divergenze di carattere puramente personali. Gli viene detto che ormai arriva il fronte, la guerra stava per finire, meglio mettere una pietra sopra gli aspetti personali. Incredibilmente accettò, si fidò e la cena si svolse senza apparenti problemi. Questa cena dovrà essere riletta alla luce degli avvenimenti successivi. Ruggero venne sorpreso la notte del 15 giugno 1944 mentre dormiva con un altro compagno in località Catena, nel Comune di Tizzana, oggi denominato Quarrata. Un gruppo di tedeschi e alcuni italiani lo cattura, cominciando un pestaggio in attesa dell'arrivo di chi era in grado di riconoscere chi dei due era Tantana. Con questo arrivo, parte il peggio. Una volta identificato venne ulteriormente picchiato, gli infilzarono i piedi con dei pugnali, gli tagliarono i testicoli e glieli misero in bocca, gli spararono con un mitra, l'impiccarono ad una finestra e gli diedero fuoco e ingiunsero di lasciare il cadavere appeso per alcuni giorni. Sul certificato di morte saranno taciute le condizioni reali del cadavere. Venne descritto il ritrovamento sul pavimento di un morto a cui avevano sparato. Fu impossibile ricomporre il cadavere che venne soltanto avvolto in un lenzuolo. Non si è a conoscenza di inchieste sull'accaduto. Cecchini scomparve da Prato dopo il fatto. Dinamica, tempi, indizi vari, convincono i più, certamente Marcello Tofani, che si sia trattata di una vendetta personale guidata da Cecchini quando il fratello era meno guardingo. Al momento del passaggio del fronte, riappare Marcello con il nome di battaglia di Tantana. Dirà di essere un partigiano della brigata Stella Rossa e di aver ottenuto un permesso per rientrare a Prato. Non ci sono riscontri a questa sue affermazioni. Mentre Ruggero Tofani e Omero Tofani sono inseriti nell'elenco dei partigiani italiani, né il comandante dei partigiani pratesi (il maggiore del Regio Esercito Mario Martini) né altri, hanno inserito Marcello Tofani detto Tantana negli elenchi dei partigiani Pratesi. Nei giorni della liberazione di Prato, Marcello sarà presente ed attivo con un gruppo di partigiani che operava al Castello di Prato. Qui furono raccolte una parte delle persone (fascisti o presunti tali, compromessi o presunti compromessi con la RSI e l'occupazione nazista) che vennero imprigionati in quei giorni in città. Tra le persone portate al Castello, alcune vennero giustiziate in quello che è conosciuto come Eccidio del Castello dell'Imperatore. Tantana venne sempre additato come tra i protagonisti dell'eccidio stesso.

## Dopo la guerra e i processi
Dopo la morte di Ruggero Tofani, Cecchini era scomparso da Prato e Tantana ne cercò le tracce. A guerra già finita, si recò con alcuni partigiani lombardi all'albergo Locarno di Milano, dove il 4 maggio 1945 trovò solo l'amante, Argia Zamparutti. La Zamparutti venne arrestata e minacciata. Cedé alle pressioni e favori l'arresto di Cecchini che venne poi portato nella caserma ex Cantore di Milano. Il CLN di Milano voleva mandare il Cecchini a Prato per gli accertamenti. Tantana riuscì a farselo consegnare il 5 maggio, prelevandolo con l'aiuto di due partigiani di Porta Ticinese. Nel giorno stesso, dopo averlo spogliato lo uccise, gettando il corpo in un canale. Il cadavere non fu mai ritrovato. Grazie alla denuncia dell'amante, Tantana venne arrestato dai carabinieri a Prato, in piazza Duomo, il 7 giugno 1949. Confessò l'omicidio, ma in generale non comprendeva bene il senso di quello che succedeva. Era convinto di non dover avere noie con la legge. Diede segni di squilibrio e venne ricoverato in manicomio criminale di Reggio Emilia dal 1º novembre 1949 al 2 ottobre 1951. Ci furono due gradi di giudizio per vari reati: omicidio, occultamento di cadavere, sequestro di persona, furto, minacce, percosse ed altro. La sentenza di primo grado della Corte d'Assise di Milano del 1 dicembre 1951 fu di 15 anni. La sentenza d'appello del 20 marzo 1953 portò la condanna a 25 anni e 7 mesi. Alcuni di coloro che avevano operato al Castello di Prato il 7 settembre 1944, verranno accusati di essere coinvolti nell'eccidio del Castello. Tantana fu il solo a risultare condannato per uno di questi 9 omicidi. Era l'omicidio del maresciallo dei carabinieri Giuseppe Vivo e la condanna nel processo di appello del 1953, fu a 18 anni. Nel 1954, gli sconti di pena gli permisero di essere già in libertà. Si diede al commercio di pelli e terminò la sua vita in provincia di Bologna, dove viveva con la seconda moglie.